# Christian Scicchitano
Pas d'image ? Cliquez ici

a Compétitions nationales et continentales officielles uniquement.

b Matchs officiels uniquement.
Christian Scicchitano, né le 11 octobre 1959 à Carpentras, est un joueur de rugby à XIII dans les années 1970, 1980 et 1990 évoluant au poste de demi de mêlée.
Il effectue toute sa carrière sportive au sein d'un même club - Carpentras - avec lequel il dispute la finale de la Coupe de France en 1992 avec Didier Couston, Serge Titeux et Patrick Rocci, et remporte le titre de Championnat de France de 2e division en 1983. 
Référence française à son poste de demi de mêlée, ses performances en club l'amènent à être sélectionné à sept reprises en équipe de France entre 1981 et 1983 y comptant une victoire de prestige contre la Grande-Bretagne le 20 décembre 1981 avec Charles Zalduendo, José Giné et Michel Laville, ainsi qu'une participation à la Coupe du monde 1985-1988.
Dans la vie civile, Christian Scicchitano est pompier professionnel.

## Palmarès
- Collectif :
  - Vainqueur du Championnat de France de 2e division : 1983 (Carpentras).
  - Finaliste de la Coupe de France : 1992 (Carpentras).

### Détails en sélection
| 1. | 6 décembre 1981  | Grande-Bretagne | 0-37  | Test-match     | Demi de mêlée | - | - | - | - |
| 2. | 20 décembre 1981 | Grande-Bretagne | 19-2  | Test-match     | Demi de mêlée | 3 | 1 | - | - |
| 3. | 6 mars 1983      | Grande-Bretagne | 5-17  | Test-match     | Demi de mêlée | - | - | - | - |
| 4. | 29 janvier 1984  | Grande-Bretagne | 0-12  | Test-match     | Demi de mêlée | - | - | - | - |
| 5. | 17 février 1984  | Grande-Bretagne | 0-10  | Test-match     | Demi de mêlée | - | - | - | - |
| 6. | 13 décembre 1986 | Australie       | 0-52  | Coupe du monde | Demi de mêlée | - | - | - | - |
| 7. | 8 février 1987   | Grande-Bretagne | 10-20 | Test-match     | Demi de mêlée | - | - | - | - |